# منزل هوراشيو هوارد
منزل هوراشيو إن. هوارد (بالإنجليزية: Horatio N. Howard House) هو منزل خاص يقع في 716 شارع ويست هاريس في مدينة أوينغسبورغ بولاية ميشيغان الأمريكية. أُدرج المنزل في السجل الوطني للأماكن التاريخية عام 1982.

## التاريخ
كان هوراشيو إن. هوارد شخصية بارزة في أوينغسبورغ في منتصف القرن التاسع عشر. انتقل إلى المدينة في أوائل خمسينيات القرن التاسع عشر، حيث عمل في العديد من الشركات. شارك في إدارة مطحنة أوينغسبورغ ومصنع الغاز في المدينة، بالإضافة إلى امتلاكه مصنعًا للآلات ومتجرًا للسلع العامة. بنى هذا المنزل حوالي عام 1854. وفي سبعينيات القرن التاسع عشر، انتقلت ملكية المنزل إلى إي. دبليو. غرين، وهو مصرفي محلي.

## الوصف
منزل هوراشيو إن. هوارد هو منزل من الطوب المصنوع بطراز إيطالي مكون من طابقين. يتميز المنزل بسقف منخفض مائل، وحواف واسعة مدعومة بدعائم زخرفية. النوافذ طويلة وضيقة، يعلوها أقواس من الطوب، وتوجد شرفة أمامية مزينة بأعمدة وأقواس مزخرفة.